# 萬精院
萬精院（まんしょういん）は、和歌山県和歌山市にある高野山真言宗の寺院。

## 歴史
- 縁起の焼失等により創建は未詳であるが、古より口須佐村にあった。
- 後に兵火に罹り灰燼に帰した。
- 1626年（寛永3年）、寺伝によれば現在地に法印の朝秀が中興した。
- 1945年7月9日の和歌山大空襲で金仏を残し本堂、二重塔（または多宝塔）、大師堂、行者堂、阿弥陀堂、持仏堂、鐘楼堂等の伽藍の全てを焼失した。